# جون باريس
جون باريس (بالإنجليزية: John Paris)‏ هو موسيقي أمريكي، ولد في 1968.

## وصلات خارجية
- جون باريس على موقع ميوزك برينز (الإنجليزية)
- جون باريس على موقع أول ميوزيك (الإنجليزية)
- جون باريس على موقع ديسكوغز (الإنجليزية)